# Selo de Estado do Japão

Selo de Estado do Japão

O Selo de Estado do Japão (国璽, kokuji) é um dos selos nacionais do Japão e é usado como selo oficial de Estado. É quadrado e sua inscrição 大日本國璽 ("Selo do Grande Japão") está grafado em escrita de selo (篆書, tensho). Ele é escrito verticalmente em duas linhas, com o lado direito contendo os caracteres 大日本 (Dai Nippon), e o lado esquerdo contendo os caracteres 國璽 (Kokuji).

## História
O selo é feito de ouro puro, medindo 3 sun de lado (aproximadamente 9 cm) e pesando 4,5 kg. O mestre radicado em Kyoto, Abei Rekido (安部井 櫟堂, 1805-1883), recebeu a determinação de produzir o selo e o criou com o selo real do Japão durante o ano de 1874. Embora não houvesse o caractere "帝" (imperial) no texto do selo, considerando-se sua fabricação num tempo no qual o Japão era formalmente denominado 大日本帝国 (Dai Nippon Teikoku) pela Constituição Meiji, ele não foi refeito quando do estabelecimento da constituição. Sob a Constituição Meiji, os casos nos quais o selo real ou de Estado eram usados foi definido pela fórmula oficial (公文式: kōbunshiki 1886 - 1907) e posteriormente pelo código oficial (公式令: kōreisiki 1907 - 1947). Entretanto, o código foi abolido com a entrada em vigor da Constituição do Japão, sem estatuto que o substituísse. Atualmente, o selo de Estado é utilizado somente para certificados de ordens concedidas pelo Estado (勲記, kunki).
O selo é armazenado numa bolsa de couro especialmente produzida com essa finalidade. Durante o uso, uma régua especial é empregada com a finalidade de garantir que o selo seja impresso corretamente, e a tinta do selo, feita de cinábrio, é também feita sob medida pelo Escritório Nacional de Imprensa de modo que não dobre ou se altere.
A reprodução ilegal do selo real ou de Estado é punível com o mínimo de dois anos de prisão, de acordo com o artigo 164 do Código Criminal.

## Ligação externa(em inglês)
- O imperador Showa assinando documentos e usando os selos de Estado do Japão